# Joe Scarborough
Charles Joseph Scarborough (ur. 9 kwietnia 1963 w Atlancie) – amerykański prawnik i polityk związany z Partią Republikańską. W latach 1995–2001 był przedstawicielem 1. okręgu wyborczego w stanie Floryda w Izbie Reprezentantów Stanów Zjednoczonych.
Obecnie jest komentatorem politycznym w stacji telewizyjnej MSNBC. W latach 2003–2007 prowadził tam program Scarborough Country, a od 2007 roku wraz z Miką Brzezinski jest współgospodarzem programu Morning Joe.
Jest również autorem książki Rome Wasn’t Burnt in a Day: The Real Deal on How Politicians, Bureaucrats, and Other Washington Barbarians are Bankrupting America (ISBN 0-06-074984-9)